# Deutsch-Deutsches Museum Mödlareuth

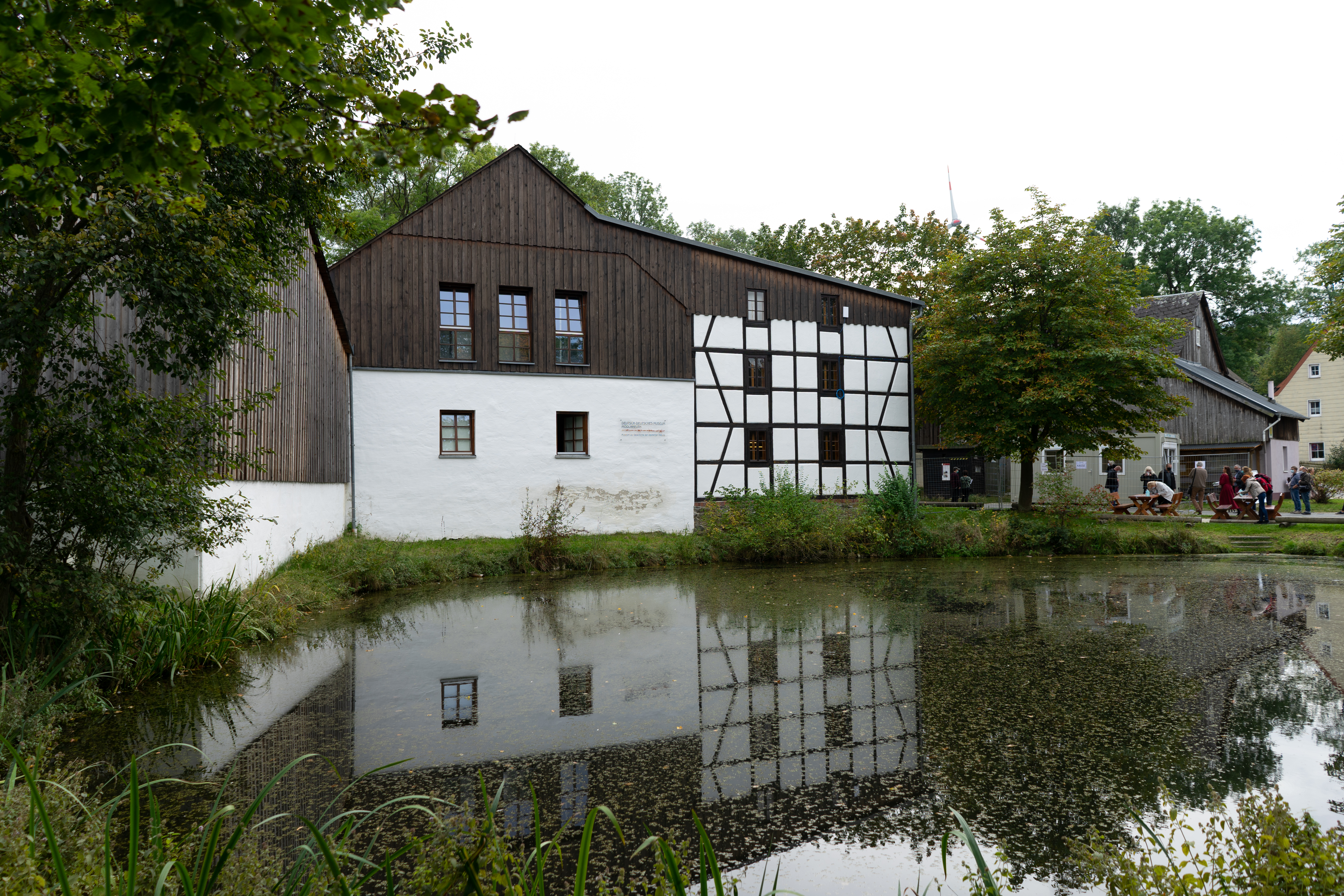
Deutsch-Deutsches Museum Mödlareuth

Freilichtbereich des Museums mit Wachturm

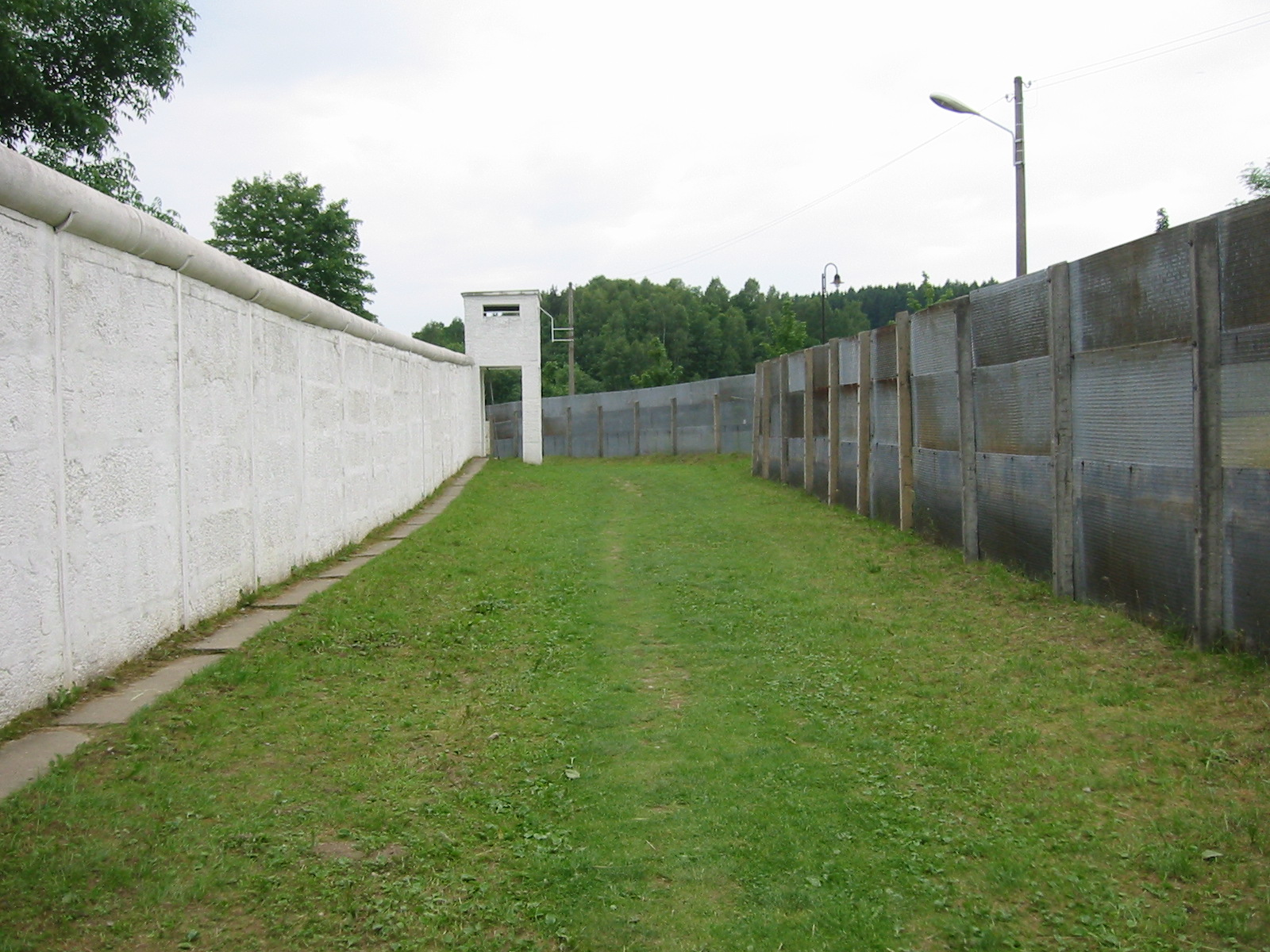
Todesstreifen

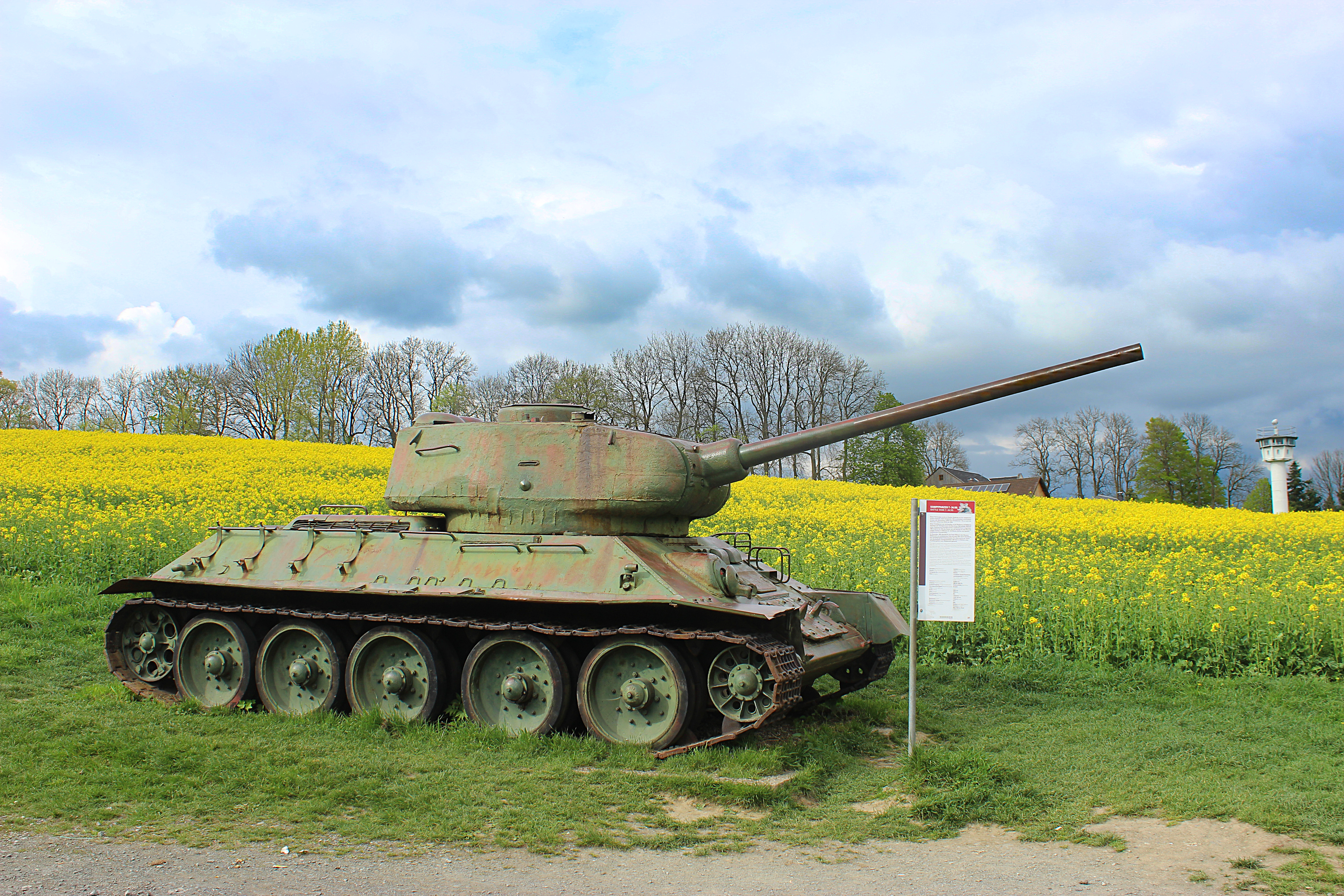
Kampfpanzer T-34/85 der NVA am Parkplatz des Freilichtbereichs

Das Deutsch-Deutsche Museum Mödlareuth befindet sich in dem einst durch die innerdeutsche Grenze geteilten Ort Mödlareuth. Das Museum gibt in seinen Ausstellungsräumen einen Überblick über die Grenzsituation und befasst sich mit den Schicksalen getrennter Familien und Personen, die über die Grenze zu flüchten versuchten. In einer benachbarten Fahrzeughalle sind Fahrzeuge der Grenzbehörden beider Seiten ausgestellt. Der zu dem Museum gehörende Freilichtbereich bezieht einen Abschnitt des tatsächlichen Grenzabschnitts ein und zeigt neben der ursprünglichen Grenzbefestigung exemplarisch weitere Apparaturen und Befestigungen, die in den verschiedenen Bauphasen eine Überwindung der Grenze verhindern sollten.
Im Jahr 2015 zählte das Museum mehr als 90.000 Besucher.

## Lage
Das Museum liegt an der Landesgrenze zwischen Bayern und Thüringen, die der ehemaligen innerdeutschen Grenze entspricht. Das Museumsgebäude und die Fahrzeughalle befinden sich in dem bayerischen Teil Mödlareuths,
einem Gemeindeteil von Töpen, der Freilichtbereich mit den Grenzanlagen liegt im thüringischen Teil, einem Ortsteil der Stadt Gefell.

## Konzept
Zielsetzung des Museums Mödlareuth ist die gesamtheitliche Darstellung der Geschichte der deutschen Teilung. Der zeitliche Rahmen beginnt 1944/45 mit der Festlegung der Besatzungszonen und dem Ende des Zweiten Weltkrieges und endet mit der Friedlichen Revolution 1989 und der (Wieder-)Vereinigung 1990. Inhaltliche Schwerpunkte bilden dabei die Themenbereiche Sperranlagen, Grenzüberwachungsorgane, Zwangsaussiedlungen, Grenzübergangsstellen, Illegale Grenzübertritte/Flucht, wirtschaftliche/verkehrstechnische Auswirkungen, Alltag an der Grenze sowie Friedliche Revolution und (Wieder-)Vereinigung.

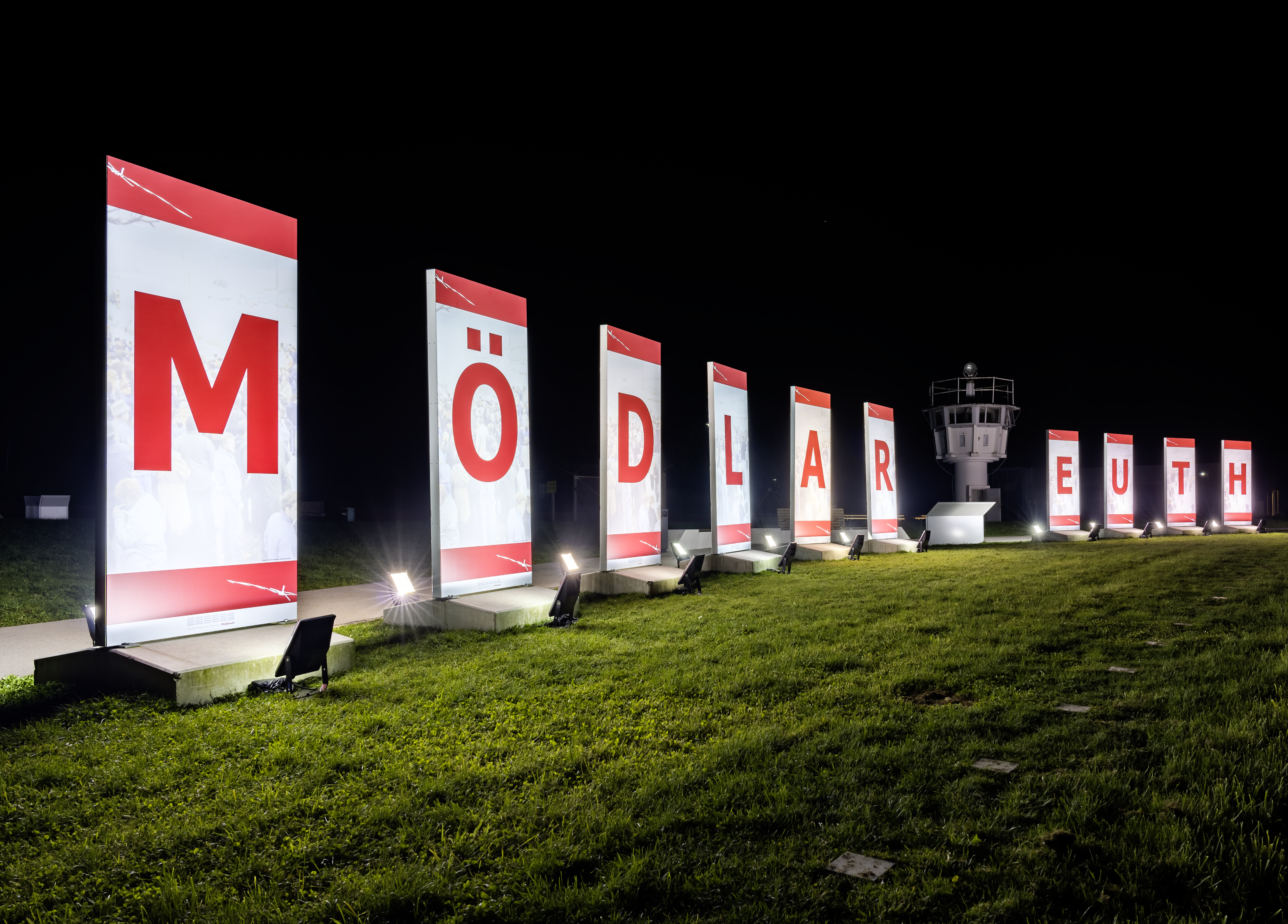
Mauerteile mit den Buchstaben des Dorfes in Erinnerung an den Mauerfall vor 35 Jahren (9. November 2024)

Zu bestimmten Anlässen der Deutsch-Deutschen Geschichte werden Ausstellungen in Mödlareuth gezeigt. So gibt es im November 2024 zum Jubiläum von 35 Jahren Mauerfall eine Ausstellung mit Fokus auf den Grenzübertritten 1989. Die Fotos der Ausstellung zeigen vor allem die Übertritte von DDR-Bürgern an verschiedenen Orten in das Hofer Land wie Ullitz oder Nentschau.

## Gründungsphase
Der kleine Ort Mödlareuth war in der Zeit des geteilten Deutschlands von der innerdeutschen Grenze mit Grenzanlagen und einer Mauer durchschnitten. Als Sinnbild der Trennung wurde der Ort auch „Klein-Berlin“ genannt. Nach der Grenzöffnung am 17. Juni 1990 wollte der größte Teil der Mödlareuther Bürger am liebsten die ganze 700 Meter lange Mauer schnellstmöglich abreißen.  Doch der Töpener Bürgermeister Arnold Friedrich schlug vor, die Mauer im Bereich der ehemaligen Mühle auf etwa 200 Meter Länge sowie den Beobachtungsturm der Nachwelt zu erhalten. Zusätzlich schlug Friedrich vor, noch weitere Teile der Grenzsicherungsanlagen aus anderen Landesteilen nach Mödlareuth zu bringen, um so eine Übersicht über sämtliche Absicherungsmaßnahmen der DDR-Regierung präsentieren zu können. Aus Blankenstein kam in der Folge ein untypisch kurzer Wachturm des Typs BT-11.

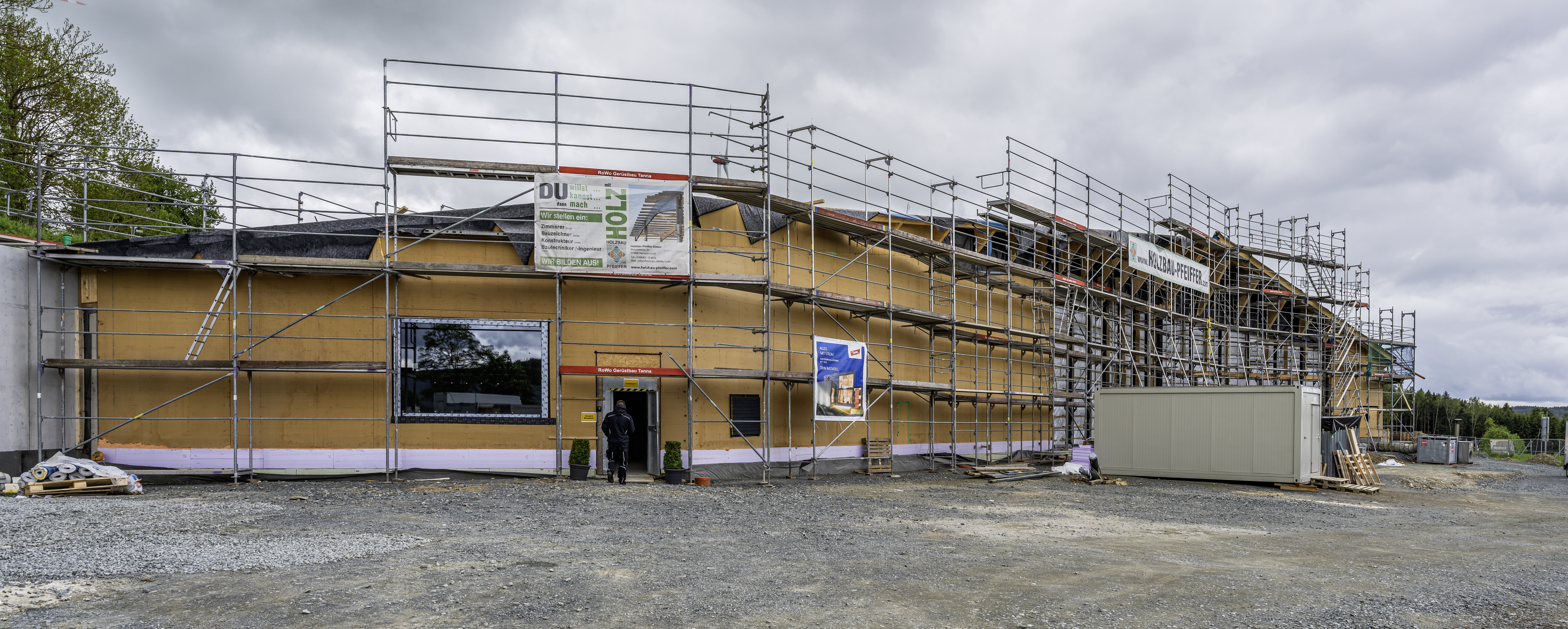
Neugestaltung des Museumsfreigeländes durch einen Neubau (2024)

Staatsminister Georg von Waldenfels und Landtagsabgeordneter Klaus Kopka, beide aus Hof, unterstützten das Vorhaben im Namen der bayerischen Staatsregierung, um den Vorschlag Friedrichs zu verwirklichen. Der Dokumentarfilmer Arndt Schaffner aus Münchberg zählt neben Arnold Friedrich zu den Initiatoren der Museumsgründung. Die ersten Aufbauarbeiten erfolgten direkt nach der Grenzöffnung durch den Arbeitskreis Museum Mödlareuth; am 3. September 1990 wurde der Verein Deutsch-Deutsches Museum Mödlareuth e. V. gegründet. Schaffner war Erster Vorsitzender des Vereins und anschließend Geschäftsführer. 1999 wurde er mit dem Bundesverdienstkreuz am Bande geehrt. Im Juli 2021 wurde bekannt, dass das Museum für 15 Millionen € erweitert werden soll. 2024 wird auf bayerischer Seite der Komplex des Museums um ein Gebäude erweitert, das von den Bundesländern Bayern und Thüringen gefördert wird.[veraltet]